# Circus 2000

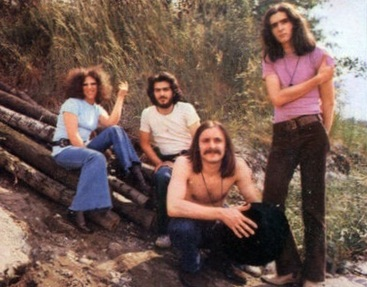
Circus 2000 em 1972

Circus 2000 foi um grupo italiano de rock ativo durante a década de 1970.

## História
A banda, originária de Turim, foi formada em 1970 e publicou no fim daquele ano um álbum e o seu primeiro single contendo as versões italianas de duas músicas do LP.
O álbum não fazia referência à formação do grupo na capa e muitas pessoas na época pensaram que o grupo fosse inglês ou americano. O LP contém dez canções de durada complexa muito baixa com fortes influências do psicodélico californiano, além da bela voz de Silvano Aliotta em evidência. Um álbum razoável, não particularmente representativo no estilo musical italiano, mas considerado muito belo pelos apaixonados. I am the witch, também em versão 45 rotações na versão italiana Io, la strega está entre as músicas melhores.
Como ocorria com tantos grupos não só na Itália, o Circus 2000 tiveram que alternar o material mais original e criativo, cantado em inglês, contido no LP, com músicas mais comerciais, em italiano, para o 45 rotações, e realizou Regalami un sabato sera, em 1971, no lado B a bela Ho regalato i capelli, versão italiana de uma música do primeiro álbum, usado também como sigla de um programa de TV.
O segundo álbum saiu em 1972, também em inglês, mas com um som ligeiramente mais refinado e algumas influências progressivas. An escape from a box é também curto, cerca de 33 minutos, mas as cinco músicas são mais longas e a inicial Hey man, lançada também em single, é a música de ponta.
Depois de 1973, a cantora Silvana Aliotta tentou uma carreira solística, como Silvana do Circus 2000, publicando algumas singles, mas a escolha não se revelou válida.
O baterista original Johnny Betti fundou a pequena etiqueta independente Shirak e formou o Living Life junto ao guitarrista Quartarone. Este último também participou do álbum Il vangelo secondo Barabba. O baterista Dede Lo Previte tocou mais tarde com os grupos Duello Madre, Nova e Kim & the Cadillacs.

## Formação
1970-71
- Silvana Aliotta (voz, percussões)
- Marcello "Spooky" Quartarone (guitarra, voz)
- Gianni Bianco (baixo)
- Roberto “Johnny” Betti (bateria)

1972:
- Betti substituído por
- Franco "Dede" Lo Previte (bateria, voz)

## Discografia

### LP
- 1970 - Circus 2000 (RiFi, RFL-ST 14049)
- 1972 - An escape from a box (RiFi, RFL-ST 14215)
- 1999 - Boxing circus (Akarma, AK 2014) mini LP 10" com 6 músicas de singles e dois inéditos

### CD
- 1989 - Circus 2000 (Vinyl Magic, VM 014)
- 1989 - An escape from a box (Vinyl Magic, VM 015)